# Bulach

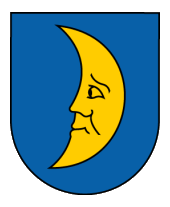
Ehemaliges Gemeindewappen von Bulach

Bulach, eine ehemals eigenständige Gemeinde, ist heute ein Stadtviertel im Südwesten von Karlsruhe und liegt am Fluss Alb. Zusammen mit Beiertheim bildet es den Stadtteil Beiertheim-Bulach.
Bulach hat eine Fläche von 234,44 ha und 2.884 Einwohner (jeweils 31. Dezember 2018).

## Geschichte

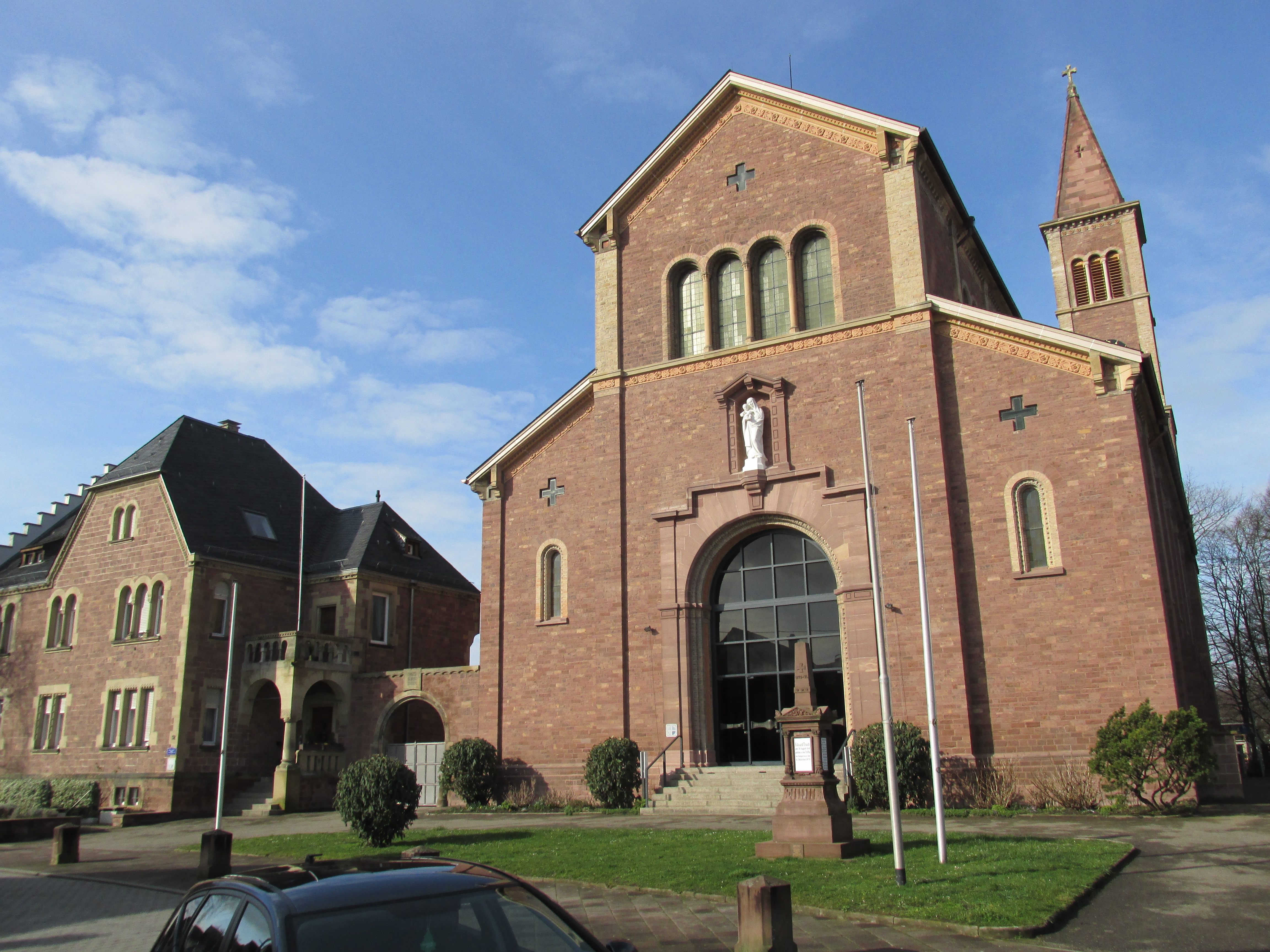
St. Cyriakus

Erste urkundliche Erwähnung am 18. Mai 1193: In einer päpstlichen Urkunde von Coelestin III. wird eine Mühle zu Bulande erwähnt. Bulande war zu diesem Zeitpunkt im Besitz des Klosters Frauenalb und gehörte zur Markgenossenschaft der Hardtdörfer.
Am 21. Dezember 1837 wurde die erstmals 1388 erwähnte St. Cyriakus-Kirche von Baumeister Heinrich Hübsch nach erfolgtem Neubau neu eingeweiht, der Volksmund nennt sie „Dom der Hardt“. Sie ist in Karlsruhe weithin sichtbar, z. B. vom Lauterberg im Karlsruher Stadtgarten, vom Durlacher Turmberg oder von der Mann-Mobilia-Filiale aus.
Bereits 1907 bemühte sich die Stadt Karlsruhe um die Eingemeindung Bulachs, das damals eine wohlhabende Landgemeinde mit großer Gemarkung war. Mehrfach fanden bereits Verkäufe von Gebieten von Bulach und Beiertheim an die aufstrebende Residenzstadt in der Nachbarschaft statt.

### Eingemeindung
Infolge des Ersten Weltkrieges und der Weltwirtschaftskrise geriet die Gemeinde in finanzielle Schwierigkeiten, die Folge war die Eingemeindung am 1. April 1929.
Zum Zeitpunkt der Eingemeindung hatte Bulach eine Fläche von 529,42 ha und 2.450 Einwohner.
Auf Bulacher Gemarkung entstand ab 1961 der heute unabhängige Karlsruher Stadtteil Oberreut.

### Industriegebiet Bannwaldallee
Karlsruhe kam durch die Eingemeindung zu dem Industriegebiet in der Bannwaldallee. Hier war unter anderem die Nähmaschinen- und Gasherdfabrik Junker und Ruh mit 1.200 Beschäftigten ansässig. Sie wurde 1968 geschlossen.
Weitere Ausdehnungsmöglichkeiten ergaben sich im Industriegebiet Oberreut-Feldlage.

### Familienkunde
Häufige Bulacher Namen sind u. a.: Axtmann, Becker, Bohner, Braun, Brauch, Brill, Dillmann, Feininger, Fichttaler, Fitterer, Gartner, Lauinger, Martin, Richter, Schätzle, Schreiber, Weber, Zöller.

## Sehenswürdigkeiten
- Gartenbahn Bulach
- Wäscherinnen-Brunnen von Gerhard Karl Huber, eingeweiht im Juni 1996[2]
- Das alte Rathaus
- St. Cyriakus-Kirche von Heinrich Hübsch, 1837 fertiggestellt. Voit-Orgel von 1906 im Silbermann-Gehäuse von 1743.[3]
- Gut Scheibenhardt

## Persönlichkeiten
- Anton Nagel (1882–1957), Bildhauer